# 유사정
유사정(劉士政, Liu Shizheng, 생몰년 미상)은 중국 당나라 말기에 활약했던 군벌로, 895년부터 900년 마은에게 패망하여 투항할 때까지 계관경략사(桂管經略使) 및 그 후신인 정강군 절도사(靜江軍節度使)로서 그 본거지였던 계주(桂州, 지금의 광시 좡족 자치구 구이린 시)를 포함한 지금의 광서성 북동부 일대에 속해 있던 해당 번진(藩鎭)을 지배하였다.

## 생애

### 계주를 점거하다
유사정의 출신 배경에 관해서는 전혀 알려져 있지 않다. 어떠한 정사에도 그의 전기가 수록되어 있지 않다. 그에 관한 역사서 최초의 기록은 895년에 있었다. 당시, 그는 안주방어사(安州防禦使, 지금의 후베이성 샤오간 시의 현급시 안루 시) 가성(家晟)의 휘하에서 지휘사(指揮使)로 있었다. 그 해, 가성은 당시의 대군벌이었던 선무군 절도사(宣武軍節度使, 본거지는 지금의 허난성 카이펑 시) 주전충의 심복 장현휘(蔣玄暉)와 사이가 나빠지자, 언젠가 자신에게 큰 화가 닥쳐올 것을 두려워하고 있었다. 불안해진 그는 유사정 및 병마감압(兵馬監押, 기병 감찰관) 진가번(陳可璠)과 함께 3천 명의 병력을 이끌고 계주(桂州, 지금의 광시 좡족 자치구 구이린 시)를 습격하여 당시의 계관경략사(桂管經略使) 주원정(周元靜)을 살해하고 그 자리를 탈취하였다.
그런데 가성이 술에 취해 진가번을 모욕하자, 진가번은 직접 그를 칼로 찔러 죽이고 유사정을 지군부사(知軍府事)로 추대하였다. 그리고 진가번 자신은 부사(副使)가 되었다. 이에 당시 재임 중이었던 황제인 당 소종을 유사정을 계관경략사에 임명하였다.

### 정강군 절도사 시대
유사정의 행적은 이후 5년간 역사서에 기록되어 있지 않았고, 그동안 그에 의한 계주의 지배에 관해서는 전혀 알려져 있지 않다. 900년 9월, 당 소종은 계관경략사를 절도사로 승격시켜 정강군(靜江軍)의 군호(軍號)를 하사하고, 유사정을 초대 정강군 절도사에 임명하였다.
그 동안, 유사정이 지배하던 정강군 번진 인근의 군벌 무안군 절도사(武安軍節度使, 본거지는 지금의 후난성 창사 시) 마은이 관하의 여러 주들에서 할거하고 있던 소규모 군벌들을 차례로 파멸시키고, 마침내 호남 전역을 평정하여 자신의 수중에 넣었다. 이 소식을 듣고 크게 두려워한 유사정은 진가번을 전의령(全義嶺, 지금의 구이린 시 싱안 현에 있는 월성령(越城嶺))으로 파견하였고, 마은이 공격해 올 가능성에 대비하여 그곳을 방어하게 하였다. 마은은 당초 유사정에게 사자를 보내 평화적인 관계를 수립하려 하였으나, 진가번이 이를 거절하였다. 그 해 10월, 마은은 그의 장수 진언휘(秦彦暉)와 이경(李瓊)을 파견하여 7천 명의 병력을 가지고 정강군 번진을 공격하게 하였다. 무안군이 전의령에 도착하자, 유사정은 지휘사 왕건무(王建武)를 파견하여 진성(秦城, 구이린 시 북쪽에서 50km 떨어진 지점)에 주둔시켜 무안군에 맞서게 하였다.
그런데 부사 진가번은 관할 현내의 백성들로부터 약탈한 경작용 소들을 도살하여 군사들을 먹였기 때문에, 현의 백성들은 그에게 원한을 품고 있었다. 그들은 자청하여 무안군을 지름길로 안내하였고, 진언휘는 이경을 파견하여 수백 명의 병력을 가지고 밤을 틈타 진성을 습격하여 함락시키고 왕건무를 사로잡았다. 다음날, 무안군은 전의령으로 다시 진군하여 사로잡은 왕건무를 끌고 와서 수비군 앞에 내보였다. 진가번이 아직도 이를 믿지 않자, 진언휘는 왕건무의 목을 베어 성 안으로 던졌다. 이를 본 정강군 장병들은 겁을 먹었다. 무안군 측의 이경은 군대를 이끌고 공격을 개시했고, 마침내 전의령은 함락되었다. 진가번은 사로잡혔고, 이 과정에서 포로가 된 정강군 장병 2천여 명이 모두 죽임을 당했다.
무안군이 계주로 진격해 오자, 진성 이남에 있던 정강군의 20여 개의 군영 및 방어진지들은 병사들이 그 소문만 들어도 모두 달아나 버리는 바람에 완전히 붕괴되었고, 급기야 무안군은 계주성을 포위하기에 이르렀다. 그로부터 며칠 후, 유사정은 성을 나와서 항복하였고, 이로써 정강군 번진 관하의 계주・의주(宜州, 지금의 광시 좡족 자치구 허츠 시의 이저우 구)・암주(巖州, 지금의 광시 좡족 자치구 라이빈 시)・유주(柳州, 지금의 광시 좡족 자치구 류저우 시)・상주(象州, 지금의 광시 좡족 자치구 라이빈 시 샹저우 현) 5주는 모두 마은의 지배하에 들어갔고, 마은은 이경을 계주자사(桂州刺史)로 삼았다가 후에 다시 정강군 절도사로 삼았다. 이것이 유사정에 관한 역사서 최후의 기록이었으며, 그가 마은에게 항복한 후 그의 운명이 어떻게 되었고 언제 죽었는지에 대해서는 알려져 있지 않다.